# Peryderma

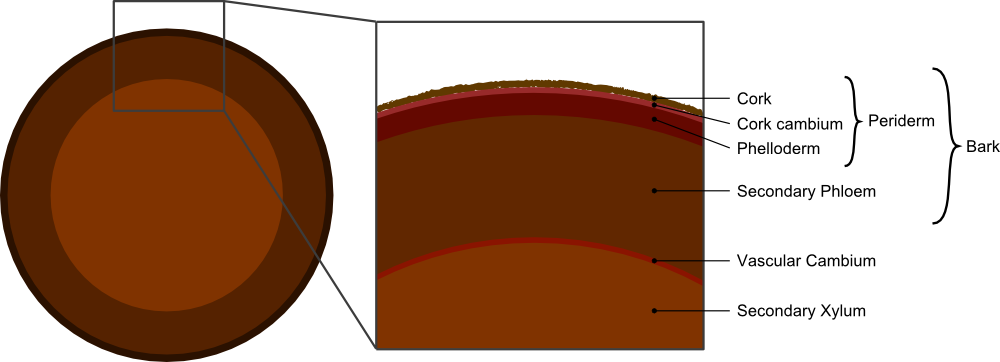

Peryderma, korkowica – wtórna tkanka okrywająca występująca u roślin wieloletnich powstająca na powierzchni łodyg i korzeni, w trakcie przyrostu na grubość. Peryderma składa się z 3 warstw tkanek (felodermy, tkanki korkotwórczej i korka), pełniących odmienne funkcje. Peryderma zastępuje tkanki pierwotne (skórkę i korę pierwotną). Właściwą funkcję ochronną pełni w perydermie korek, czyli tkanka zbudowana z martwych komórek o ścianach wysyconych suberyną. Korek powstaje dzięki działalności miazgi korkorodnej – fellogenu.